# 科默纳耶
科默纳耶（法語：Commenailles，法語發音：[kɔm(ə)naj]）是法国汝拉省的一个市镇，位于该省西部，属于隆斯勒索涅区。

## 地理
科默纳耶（46°48'11"N, 5°27'7"E）面积21.52 平方千米，位于法国勃艮第-弗朗什-孔泰大區汝拉省，该省份为法国东部内陆省份，北起上索恩省，西北接科多尔省，西临索恩-卢瓦尔省，南至安省，东与杜省和瑞士接壤。
与科默纳耶接壤的市镇（或旧市镇、城区）包括：博韦尔努瓦、沙佩勒沃朗、绍梅日、布雷斯地区拉绍、代讷、勒朗、樊尚-弗鲁瓦德维尔。

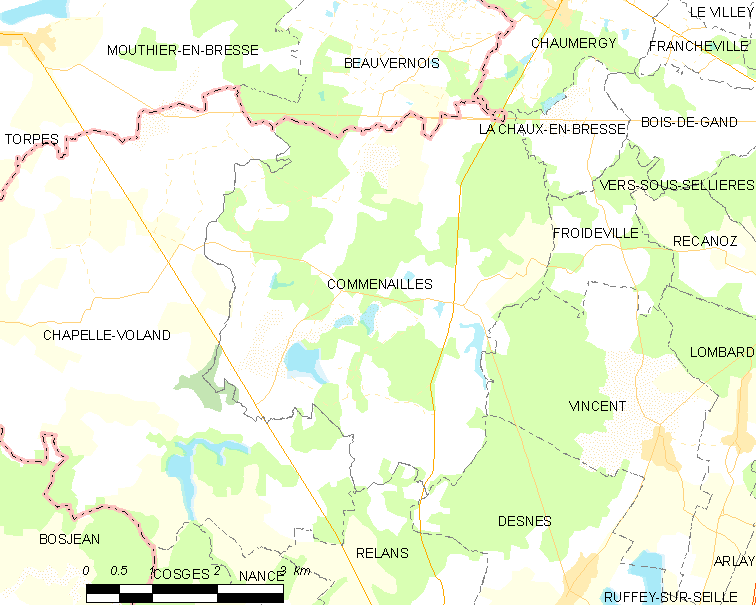
科默纳耶的OSM定位图

科默纳耶的时区为UTC+01:00、UTC+02:00（夏令时）。

## 行政
科默纳耶的邮政编码为39140，INSEE市镇编码为39160。

## 政治
科默纳耶所属的省级选区为布莱特朗县。

## 人口

1962-2008年间科默纳耶人口变化图示

科默纳耶于2022年1月1日时的人口数量为900人。